# Teroristički napad u Istanbulu (lipanj 2016.)
Teroristički napad u Istanbulu počinjen je ujutro oko 8:40 prema lokalnom UTC+3 vremenu kada je u središtu Istanbula detonirana auto-bomba u blizini policijskog autobusa, koji je bio i meta bombaša. U terorističkom napadu poginulo je 11 ljudi, od čega 7 policajaca i 4 civila, a 36 ih je bilo ozljeđeno, od čega troje u životnoj opasnosti.
Odgovornost za napad su preuzeli Kurdistanska radnička stranka (PKK) i Islamska država Iraka i Levanta (ISIL).